# 마라케이

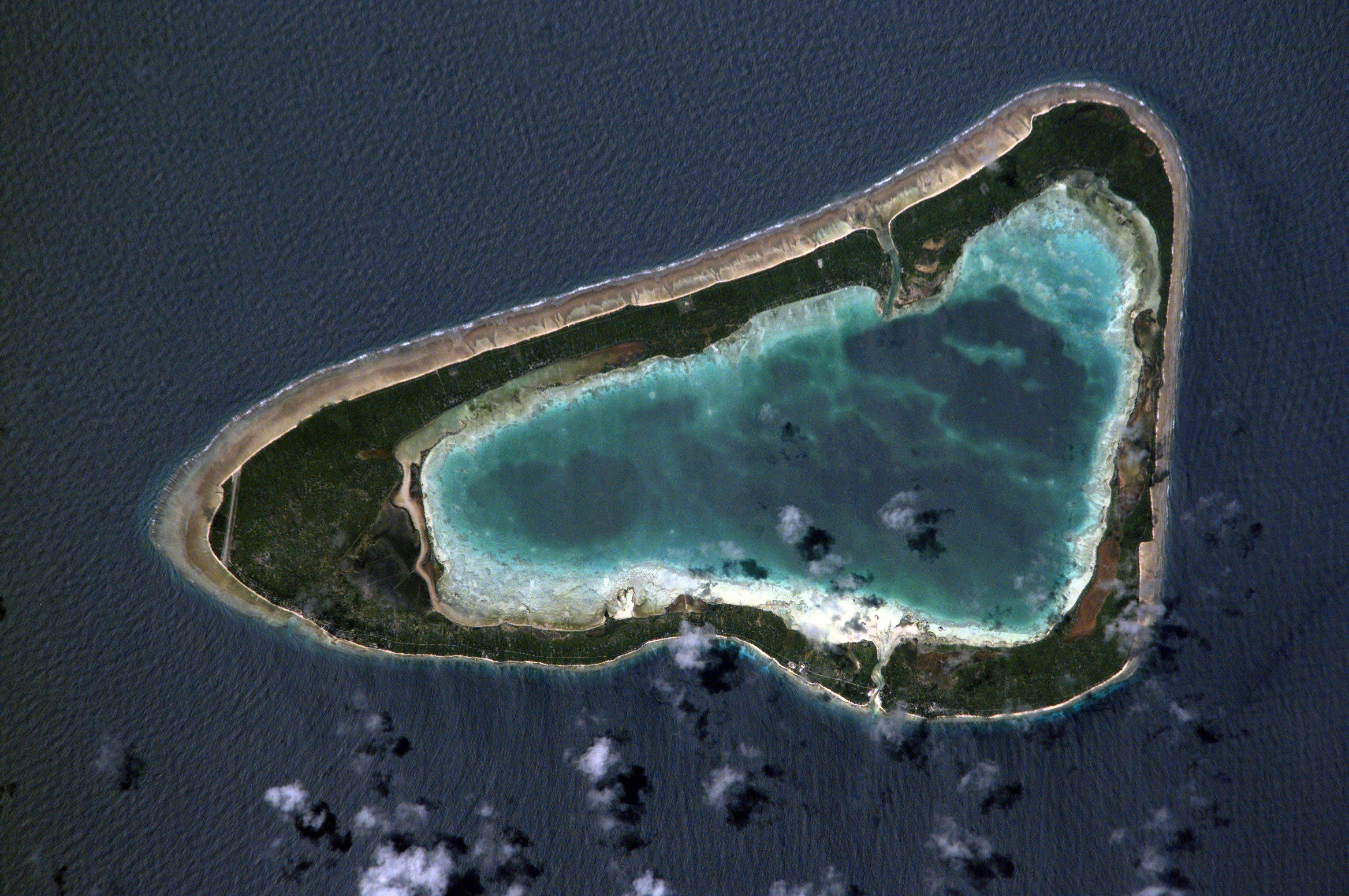
마라케이

마라케이(Marakei)는 태평양 중서부에 위치한 키리바시의 환초로, 길버트 제도에 속한다.

## 인구
2010년 인구 조사 당시 주 마을이었던 라와나위(Rawannawi)는 이 섬의 2,872명의 1/3 이상의 인구의 고향이다.
| Rawannawi | 1000명 |
| Temotu    | 164명  |
| Buota     | 339명  |
| Tekarakan | 358명  |
| Bwainuna  | 310명  |
| Norauea   | 321명  |
| Tekuanga  | 217명  |
| Antai     | 163명  |